# Warin van Keulen
Warin van Keulen, ook Vuerin, (? - Keulen, 21 september 985) was een 10e-eeuwse geestelijke en staatsman. Hij was onder meer aartsbisschop van Keulen.

## Levensbeschrijving
Over de afkomst, de geboorteplaats of de geboortedatum van aartsbisschop Warin is niets bekend. Waarschijnlijk maakte hij voor zijn verkiezing tot aartsbisschop wel al deel uit van het Keulse Domkapittel. In 976 volgde hij aartsbisschop Gero op als aartsbisschop van Keulen.
In 983 vertrouwde keizer Otto II hem de opvoeding van zijn zoon Otto III toe. Op eerste kerstdag 983 kroonde hij, samen met de aartsbisschoppen Willigis van Mainz en Johannes van Ravenna, de 3-jarige Otto III tot Rooms-koning. Kort daarop gaf hij de voogdij over Otto III, conform het verwantschaprecht (ius propinquitatis), maar tegen de wil van zijn moeder Theophanu en zijn grootmoeder Adelheid van Bourgondië, aan de naaste mannelijke bloedverwant, hertog Hendrik II van Beieren (bijgenaamd "de Ruziezoeker"). Deze Hendrik II zat wegens een gewapend conflict gevangen in Utrecht, maar werd onmiddellijk na de dood van Otto II door bisschop Folcmar van Utrecht vrijgelaten. Na enkele mislukte pogingen om zelf tot koning gekozen te worden, daarin gesteund door Warin en enkele Beierse bisschoppen, gaf Hendrik het koninklijke kind op 29 juni 984 in het Thüringse Rohr terug aan zijn moeder en grootmoeder.
Tussen 981 en 985 had Warin een conflict met de abt van de abdij Mönchengladbach, die meer genegen was te luisteren naar Notger, de prins-bisschop van Luik, dan naar Warin. Warin verving de abt door een ander, die echter binnen de kortste keren de bezittingen van de abdij, inclusief de relieken, te gelde maakte. 
Warin faciliteerde, net als zijn opvolger Everger, de komst van Ierse monniken naar Keulse kloosters. Gedurende zijn episcopaat steunde hij de Ier Minnborinus als abt van het klooster Groß Sankt Martin. Na zijn dood op 21 september 985 werd aartsbisschop Warin in de abdijkerk van Groß Sankt Martin bijgezet.